# Прудки (Волгоградская область)
Прудки — хутор, входит в состав Катасоновской сельской территории городского округа «город Михайловка» Волгоградской области России.

## География
Расположен в северо-западной части области, в пределах Приволжской возвышенности,  и примыкает к южной окраине хутора Катасонов.
Уличная сеть состоит из пяти географических объектов: ул. Дачная, ул. Песочная, ул. Песчаная, ул. Садовая, ул. Совхозная.
Абсолютная высота 160 метров над уровня моря.
Часовой пояс
Прудки, как и вся Волгоградская область, находится в часовой зоне МСК (московское время). Смещение применяемого времени относительно UTC составляет +3:00.

## Население
| 2010 |
| ---- |
| 62   |

Гендерный состав
По данным Всероссийской переписи населения 2010 года в гендерной структуре населения из 62 человек мужчин — 30, женщин — 32 (48,4 и 51,6 % соответственно).
Национальный состав
Согласно результатам переписи 2002 года, в национальной структуре населения
русские составляли 91 % из общей численности населения в 68 человек

## Инфраструктура
Было развито сельское хозяйство, действовал совхоз.
Личное подсобное хозяйство.

## Транспорт
Просёлочные дороги.